# 365 Days: This Day
365 Days: This Day (Pools: 365 Dni: Ten Dzień) is een Poolse erotische thriller uit 2022, geregisseerd door Barbara Białowąs en Tomasz Mandes. De film is het vervolg op 365 Days en gebaseerd op de gelijknamige roman (het tweede deel van de 365 Days-trilogie) van Blanka Lipińska.

## Verhaal
Laura en Massimo zijn nu getrouwd. Laura verloor haar ongeboren baby bij het ongeluk op het hoogtepunt van de eerste film, maar ze houdt het geheim voor haar man, net als het feit dat ze zwanger is. Haar enige vertrouweling is Olga, die een bloeiende relatie heeft met Massimo's compagnon Domenico. De verantwoordelijkheden van de vrouw van een gangster zijn gewoon om achterover te leunen en verwend te worden, voor haar bescherming.

## Rolverdeling
| Acteur               | Personage                                   |
| -------------------- | ------------------------------------------- |
| Anna-Maria Sieklucka | Laura Biel                                  |
| Michele Morrone      | Don Massimo Torricelli / Adriano Torricelli |
| Simone Susinna       | Nacho                                       |
| Magdalena Lamparska  | Olga                                        |
| Otar Saralidze       | Domenico                                    |
| Ewa Kasprzyk         | Klara                                       |
| Dariusz Jakubowski   | Tomasz                                      |
| Ramón Langa          | Don Matos                                   |
| Natasza Urbańska     | Anna                                        |
| Tomasz Mandes        | Tommaso                                     |

## Release
De film ging in première op 27 april 2022 op Netflix. 365 Days: This Day kreeg een vergelijkbare, algemeen negatieve kritieke ontvangst als zijn voorganger. Een vervolg, Next 365 Days, staat gepland voor later in het jaar.